# 代替物
| ウィキペディアには「代替物」という見出しの百科事典記事はありません（タイトルに「代替物」を含むページの一覧/「代替物」で始まるページの一覧）。 代わりにウィクショナリーのページ「代替物」が役に立つかもしれません。 |